# Takam II
Pour les articles homonymes, voir Takam.
Takam II est un groupe de musique folklorique originaire de Bamendjou en pays Bamiléké au Cameroun. 
Après le décès de son cousin Jean, Michel continue l'histoire du groupe. Le groupe est sollicité lors d’événements pour sa musique folklorique et traditionnelle.

## Biographie

### Débuts
Jean et Michel Takam sont des arrière-petits-fils du Fô'o (chef) Takem. Le grand-père commun de Jean et Michel, prince de la chefferie de Bamendjou, était tradipraticien. En soignant ses patients avec les plantes, il fredonnait Wa wa houh ha. Le père de Michel, premier commerçant de kola dans la ville de Garoua, fredonnait lui aussi la même chanson qu'il avait apprise de son père. Très jeune, Michel entendait son père chanter cette chanson quand il ramassait les fruits aux pieds des kolatiers durant son enfance. Avec son cousin Jean, ils allaient danser à la cour et lors des cérémonies avec leur grand-père. Ils apprennent ainsi l'art et le folklore qu'ils proposeront aux auditeurs et spectateurs camerounais avec l'arrivée de la télévision publique dans les années 1980. 

### Composition du groupe
En 1982, Michel vient de Bafoussam rejoindre Jean à Yaoundé. Ils sont commerçants. Jean est ambulant et Michel achète ses marchandises en Italie qu'il revend au marché de Yaoundé. Tous les deux sont musiciens à temps perdu. Jean est l’aîné et le leader du groupe, même si tous les deux co-composent toutes leurs chansons.
En 1984 ils offrent leur premier spectacle au centre culturel camerounais de Yaoundé. Le même spectacle – bien accueilli – est offert en 1985 et en 1987 au Centre culturel français de Yaoundé. Le public leur demande alors si leur musique est disponible sur des supports. Ils envisagent dès lors la commercialisation de leurs chansons.
Le groupe Takam II nait en 1985, Michel enregistre l'album à Paris et le groupe sort son premier album en 1992.  En 2000 un autre album sort. Le groupe se produit à la radio et lors d’événements. 

### Succès difficiles et mort de Jean
Le succès n'est pas au rendez-vous du premier album, car les producteurs veulent une musique contemporaine, proche de la  culture urbaine. De plus, un incendie au marché Mokolo ravage 10 000 sur les 11 000 disques produits en France. Il ne leur reste plus que 1 000 disques pour se faire une réputation et rembourser les emprunts. 
La réalisation du clip de Kouang avec Bonaventure Takoukam  marque les débuts de la notoriété du groupe. Le groupe est alors invité pour une prestation lors d'un match de qualification de l'équipe du Cameroun de football pour le Mondial aux États-Unis. 
Après la mort de son binôme et cousin Jean Takam le 30 juin 2002 dans l'après midi, Michel souhaite arrêter la musique traditionnelle. Il est lourdement affecté par le décès rapide de son « frère » et compagnon de scène.   
Sous les encouragements de Léopold Ferdinand Oyono, de Bidoung Nkwat et Jean Rameau Sokoudjou, chef des Bamendjou, il continue la musique.  
Des difficultés financières et le manque d'accompagnement ne l’empêchent pas de faire des titres très demandés lors d’événements où les promoteurs souhaitent faire écouter la musique folklorique et traditionnelle. Il est ainsi invité avec son groupe à des festivals aux brasseries, centre culturels et au sein de la diaspora Bamendjou en Europe. 
Le groupe se produit lors du tirage au sort de la CHAN 2020 au palais des sports de Yaoundé. Ainsi qu'à diverses cérémonies d'ouvertures de compétitions au stade Ahmadou Ahidjo de Yaoundé.

## Style musical
Le style musical de Takam II est traditionnel et emprunte peu à la culture musicale contemporaine.  
Il est joué presque exclusivement avec des instruments traditionnels Bamiléké : tam-tams aux tailles, revêtements en cuir et sons différents, mekongtchouah, voix, frappes des jambes au sol dans un rythme marqué et quelques fois des coups de sifflets. 
Le groupe propose des ballets et chorégraphies dynamiques aux rythmes soutenus, proche des danses de guerriers dans la tradition bamiléké. 

### Apparat et instruments de danse
- Le Mekongtchouah[8], instrument en cuivre sous forme de flèche dont l'arc est composé de 2 ou 3 plaques métalliques renfermant des billes métalliques. Le mekongtchouah est secoué au rythme de la musique et de la danse.

- Les chaussures en caoutchouc originales et faites à la main et d'un seul pli[4].
- Le tak ou tag, sac traditionnel Bamiléké, tissé et décoré de feuilles de raphia
- Le vêtement Ndop traditionnel constituée de sa tunique  avec une bande rouge au bas du vêtement en forme de flange et le pan ample assorti.

- Une coiffe Bamiléké traditionnelle assortie au tissu Ndop.

- Les colliers avec perles marquants ayants des attributs de notables la chefferie.
- Les bracelets traditionnels Bamiléké[10] souvent faits de perles encordées et fixées au poignets et au dessus des biceps.
- Une arme d'apparat (souvent la machette) portée autour du cou et maintenue dans son étui confectionné dans deux fines planches de bois et ou enveloppée de cuir ; souvent la peau de gibier ou d'un butin de chasse[11].

## Discographie
- 1982 : Naissance du groupe
- 1992 : Sortie de "Kouang" (la bague du paresseux) Premier tube
- 2000 : Deuxième tube puis décès de Jean Takam
- 2004 : "Gne che gne"[12] sorti par Michel Takam
- 2013 : Teum Kak (Tisser le panier)
- Wo ya ya[13]